# Esaias Andersson
Anders Wilhelm Esaias Andersson, född den 29 december 1837 i Lidhults socken, Kronobergs län, död den 22 december 1912 i Kristianstad, var en svensk ämbetsman. Han var far till Esaias Centerwall.
Andersson blev student vid Lunds universitet 1855 och avlade kameralexamen där 1858. Han blev extra ordinarie landskontorist i Kristianstads län 1860, ordinarie landskontorist 1863 och därjämte kamrerare vid Kristianstads läns landsting 1868. Andersson var kronouppbördskassör i Kristianstad 1865–1880, länsbokhållare i Kristianstads län 1873–1880, landskamrerare där 1880–1912 och redogörare för Civilstatens pensionsinrättning 1883–1907. Han blev riddare av Nordstjärneorden 1887 och kommendör av andra klassen av Vasaorden 1903. Andersson vilar på Östra begravningsplatsen i Kristianstad.